# M41 Walker Bulldog
Der M41 Walker Bulldog war ein leichter Panzer aus US-amerikanischer Produktion. Er stand unter anderem während der Zeit des Kalten Krieges von 1952 bis 1965 im Dienst der US Army und ist darüber hinaus noch heute in einigen anderen Armeen im Einsatz. Die Benennung des Panzers geht auf den US-amerikanischen General Walton „Bulldog“ Walker zurück, der im Koreakrieg bei einem Autounfall gestorben war.

## Geschichte

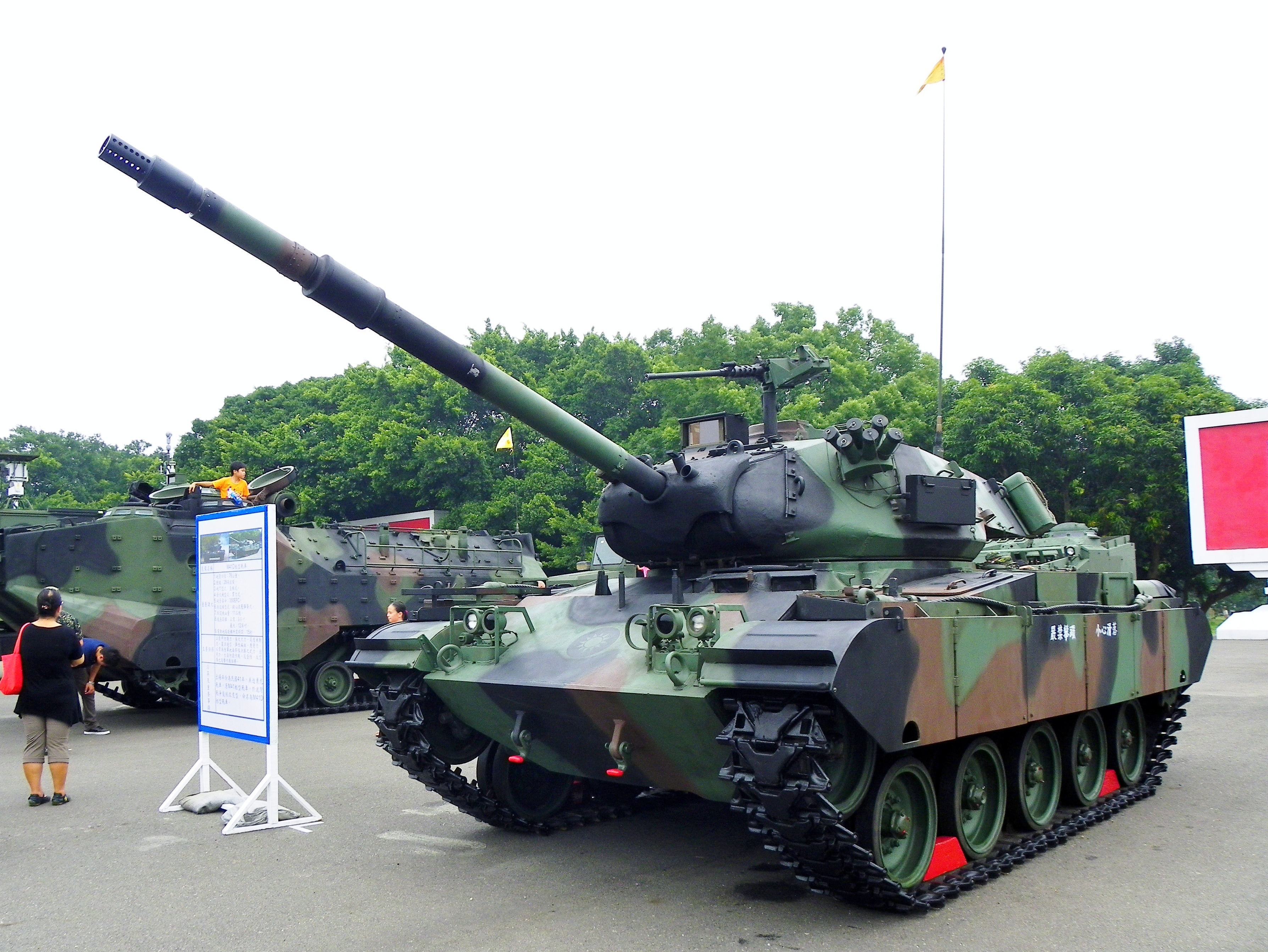
Taiwanischer Spähpanzer M41D

Der M41 stellte den Nachfolger des M24 Chaffee dar, der sich zwar als gut bewaffnet, aber zu schwach gepanzert erwiesen hatte. Die ersten Prototypen des Designs wurden ab 1947 entwickelt. 1951 begann die Produktion im Cadillac-Panzerwerk in Cleveland, Ohio. Bereits 1953 hatte er im aktiven Dienst der US Army seinen Vorgänger vollständig ersetzt.
Die Ansichten in der amerikanischen Panzertruppe zum M41 waren geteilt. Einerseits verfügte er über eine gute Kombination aus Bewaffnung, Geschwindigkeit und Panzerung und war leicht zu bedienen, andererseits waren seine Motorenanlage und seine Ketten bei hoher Leistung sehr laut. Darüber hinaus verbrauchte der benzingetriebene Motor viel Treibstoff. Ebenso konnte der Turm im Seitenrichtbereich nur von Hand gedreht werden.
Die Produktion des M41 endete bei 5500 Einheiten. 1965 wurden die im Dienst der US Army befindlichen Panzer dieses Typs an Südvietnam weiterverkauft. Der M41 ging auch an Brasilien, Uruguay, Chile, Dänemark, Thailand und Taiwan. Die Bundeswehr verwendete den M41 von 1956 bis 1969 als Jagdpanzer und Spähpanzer. In Taiwan wurde der M41 unter der Bezeichnung M41D umfassend modernisiert und steht dort noch als Spähpanzer im Dienst. Ebenfalls haben die chilenischen Streitkräfte auf der Militärparade 2009 das Fahrzeug noch vorgeführt.

## Einsatz

### Kuba
Der erste Kriegseinsatz des M41 erfolgte im April 1961 in kleiner Stückzahl bei der Invasion in der Schweinebucht auf Kuba. Der von der CIA unterstützte Angriff von Exilkubanern gegen die Revolutionsregierung von Fidel Castro scheiterte jedoch. Die meisten Fahrzeuge wurden von kubanischen Regierungstruppen erbeutet. Ein Exemplar wurde unmittelbar danach zur Evaluierung an die Sowjetarmee abgegeben; ein weiteres Fahrzeug ist auf Kuba als Denkmal bis heute erhalten.

### Vietnamkrieg
Während des Vietnamkriegs stand der Walker Bulldog bei der südvietnamesischen Armee mehrfach im Kampfeinsatz. Zwar war er wie sein Vorgänger insgesamt zu leicht für Angriffsaufgaben, konnte jedoch bei Aufklärungs- und Sicherungseinsätzen gegen nordvietnamesische Fahrzeuge bis zur Größe eines T-55 Erfolge erzielen.

## Weitere Benutzerstaaten
- Deutschland – M41G,M41A3 (als Spähpanzer neben dem SPz 11-2 bis 1969)[3]
- Österreich – 42 Stück (1960 – 1979)
- Belgien – 135 Stück (1958 – 1974)
- Brasilien – Stand 2023 befinden sich 50 M41C im Einsatz.[4]
- Chile
- Dänemark – M41DK, M41DK-1 (51 Stück bis 1998)
- Dominikanische Republik – Die Armee verfügt im Jahr 2023 über zwölf M41B.[4]
- Japan
- Jordanien
- Libanon
- Philippinen
- Somalia
- Spanien
- Südvietnam
- Südafrika
- Taiwan – Im Jahr 2023 verfügt die Reserve über etwa 100 Spähpanzer vom Typ M41 A3/D.[4]
- Thailand – Die Armee Thailands unterhält 2023 insgesamt 24 Stück.[4]
- Tunesien
- Uruguay – 22 M41A1UR und 25 M41C sind Stand 2023 im Dienst.[4]

## Abarten
Auf dem M41 basierten der Flakpanzer M42 Duster und die Panzerhaubitzen M44 und M52. Weiterhin wurden für den  Mannschaftstransportwagen M75 APC Baugruppen des M41 verwendet.